# NGC 3622
NGC 3622 (другие обозначения — UGC 6339, ZWG 314.20, IRAS11171+6730, PGC 34692) — магелланова спиральная или магелланова неправильная галактика (морфологический тип по Вокулёру Sm/Im) в созвездии Большой Медведицы. Открыта Уильямом Гершелем в 1793 году.
Этот объект входит в число перечисленных в оригинальной редакции «Нового общего каталога».
На фотографиях видна галактика, наклонённая к лучу зрения. В её асимметричной внешней оболочке, вытянутой в направлении север-юг, находится более яркое ядро. При визуальных наблюдениях в любительский телескоп галактика видна довольно слабо, она находится в области с небольшим количеством звёзд поля и выглядит как округлое пятнышко света с немного более ярким ядром. Радиальная скорость: 1407 км/с. Расстояние: 63 млн световых лет. Диаметр: 20 тыс. световых лет.
Возможно, составляет пару с галактикой NGC 3682.
Измерения поля вращательных скоростей в галактике по линии Hα указывают на существование в её центре перемычки, в существенной части диска наблюдается движение с некруговой компонентой скорости.
Масса звёзд в галактике оценивается в 1,6·109 M⊙, масса нейтрального атомарного водорода — в 1,62·109 M⊙.